# Сухоруков, Виктор Тимофеевич
Виктор Тимофеевич Сухоруков (31.01.1908 — 06.03.1992) — инженер-электрик, разработчик образцов вооружений для ВМФ, лауреат Сталинской премии.
Родился в 1908 году в Макеевке. Окончил Кремлёвский рабфак (1927) и Ленинградский электротехнический институт (1931). В 1931—1933 гг. преподавал в Ленинградском горном институте, основатель горно-электротехнического факультета.
С декабря 1933 по декабрь 1934 г. служил в РККФ (Рабоче-крестьянский красный флот).
С 1934 года работал в качестве вольнонаёмного в НИМТИ (Научно-испытательный минно-торпедный институт): инженер-электрик, старший инженер 3 отдела, старший инженер 69 отдела, старший научный сотрудник.
Принимал участие в отработке и сдаче новых образцов торпедно-минно-трального оружия, получил несколько авторских свидетельств на изобретения в этой области. В числе изобретений — неконтактный стабилизированный взрыватель для торпед (1938), индукционные взрыватели для мин (1942). Руководил испытаниями мины АМД-1000.
Во время войны присвоены звания военинженер 3 ранга, инженер-майор.
Кандидат технических наук (1951), старший научный сотрудник (1951).
В 1963—1983 гг. старший научный сотрудник НИИ-400.
Лауреат Сталинской премии 1946 г. за создание нового образца морского вооружения.
Награждён орденами Красной Звезды (22.07.1944), Отечественной войны II степени (06.11.1985), медалями «За оборону Ленинграда», «За оборону Кавказа», «За победу над Германией».
Похоронен на Богословском кладбище Санкт-Петербурга.